# 앤틀러스 (영화)
《앤틀러스》(영어: Antlers)는 2021년 개봉한 미국의 초자연 공포 영화이다. 스콧 쿠퍼가 감독과 공동각본을 맡았으며, 닉 안토스카의 단편 소설 The Quiet Boy" 가 영화의 원작이다.

## 줄거리
오리건주 중부에 있는 작은 마을 시스푸스 폴스에서 프랭크 위버는 폐광에서 메스 제조 공장을 운영한다. 그의 7살 아들 에이든이 트럭에서 밖을 기다리는 동안, 프랭크와 공범은 보이지 않는 생명체에게 공격당한다.
3주 후, 에이든의 형인 12살 루카스 위버는 마을을 돌아다니며 로드킬 당한 동물과 자신이 죽인 작은 동물들을 집으로 가져온다. 루카스의 선생님인 줄리아 메도우스는 그의 행동과 무서운 그림에 놀라 문제를 겪는 소년과 유대감을 형성하려고 노력한다. 그녀의 아동 학대 경험이 동기가 되어, 그녀는 정신 질환을 앓는 알코올 중독자 아버지의 손에 의해 학대받았다는 의심을 품고 루카스를 돕기로 결심한다. 아버지의 자살 이후, 그녀는 어릴 적 버리고 떠났다는 죄책감을 느끼는 지역 보안관인 오빠 폴과 함께 있기 위해 시스푸스 폴스로 돌아왔다. 줄리아는 루카스의 허름한 집을 방문하고 이상한 소리를 듣는다.
회상 장면은 공격 후 프랭크와 에이든이 집으로 돌아오는 것을 보여준다. 프랭크는 그 둘을 다락방에 가두고 루카스에게 어떤 일이 있어도 그들을 가둬두라고 요구한다. 루카스가 모은 동물 사체는 굶주린 야생의 아버지와 남동생을 먹이는 데 사용된다.
전 보안관 워런 스톡스는 숲에서 프랭크의 공범 시체의 절반을 발견한다. 폴과 워런은 나중에 광산에서 다른 절반을 사슴뿔 조각과 함께 발견한다. 한편, 줄리아는 학교 교장 엘렌에게 프랭크를 방문하도록 압력을 가한다. 위버의 집 안에서 엘렌은 프랭크와 에이든이 있는 방을 발견한다. 그녀가 잠금장치를 풀고 방에 들어가자, 프랭크는 그녀를 죽이고 그의 몸에서 사슴뿔이 솟아난다. 이제 야만적인 사슴뿔 괴물로 변한 프랭크는 루카스를 괴롭히는 학교 폭력배 클린트 오웬스를 죽인다.
엘렌은 실종으로 신고되고 줄리아는 위버의 집을 방문하여 엘렌의 차를 발견한다. 경찰이 도착하고 엘렌의 시신과 불에 탄 시신(아마도 프랭크의 시신)을 발견한다. 에이든은 어디에도 보이지 않는다. 루카스가 집으로 돌아오자, 그는 병원으로 옮겨지고, 줄리아와 폴은 루카스가 심각한 영양실조와 탈수 상태이며, 한동안 학대받은 신체적 징후를 보인다는 말을 듣는다. 줄리아는 루카스가 자신과 함께 지내도록 허락한다.
다음 날, 루카스가 병원에서 회복하는 동안 줄리아와 폴은 워런을 방문하여 루카스의 그림을 보여준다. 워런은 그 형상을 웬디고, 즉 사람에게서 사람으로 전염되는 굶주린 식인 사슴과 같은 괴물의 모습으로 나타나는 전설적인 알곤킨인의 악마로 식별한다. 그것은 가장 약할 때만 죽일 수 있는데, 즉 먹이를 먹을 때 그리고 뛰는 심장을 꺼뜨릴 때이다. 클린트의 시신은 그날 밤 발견된다. 루카스가 퇴원한 후, 그는 줄리아에게 프랭크가 그를 데리러 와서 광산으로 데려가 에이든과 재회할 것이라고 말한다.
변이된 프랭크는 에이든을 이용해 폴의 부보안관 댄을 유인하여 죽인다. 폴은 심하게 다치고 줄리아와 루카스는 숨는다. 루카스는 광산으로 도망치고 줄리아와 폴은 권총으로 무장하고 뒤따라간다. 안에서 줄리아는 루카스와 에이든을 발견하고, 프랭크가 실제로 악마가 되어 죽은 아메리카흑곰을 먹고 있는 것을 본다. 싸움 끝에 그녀는 루카스의 도움을 받아 웬디고에 홀린 프랭크를 죽인다. 웬디고의 영혼은 에이든에게 옮겨가고 줄리아는 에이든을 칼로 찔러 죽임으로써 저주를 끝내는 듯 보인다.
얼마 후, 폴과 줄리아는 루카스 또한 홀릴지도 모른다는 우려에도 불구하고 한동안 그를 자신들과 함께 지내게 하는 것에 대해 논의한다. 줄리아와 루카스가 떠날 때, 폴은 프랭크가 악마에게 처음 홀렸을 때처럼 검은 담즙을 토하기 시작한다.